# Судоверфь (Вологодская область)
Судоверфь — деревня в Сокольском районе Вологодской области.
Входит в состав Боровецкого сельского поселения, с точки зрения административно-территориального деления — в Боровецкий сельсовет.
Расстояние по автодороге до районного центра Сокола — 21 км, до центра муниципального образования Обросова — 10 км. Ближайшие населённые пункты — Калиново, Шачино, Клыжово.
По переписи 2002 года население — 48 человек (21 мужчина, 27 женщин). Всё население — русские.